# پاترسیا کاستاندا میامودو
پاترسیا کاستاندا میامودو (به انگلیسی: Patricia Castañeda Miyamoto) (زادهٔ ۱۶ مارس ۱۹۹۰) شناگر اهل مکزیک است.